# العلاقات البوليفية القرغيزستانية
العلاقات البوليفية القيرغيزستانية هي العلاقات الثنائية التي تجمع بين بوليفيا وقيرغيزستان.

## مقارنة بين البلدين
هذه مقارنة عامة ومرجعية للدولتين:
| وجه المقارنة                                              | بوليفيا                                          | قيرغيزستان                      |
| --------------------------------------------------------- | ------------------------------------------------ | ------------------------------- |
| المساحة (كم2)                                             | 1.10 مليون                                       | 199.95 ألف                      |
| عدد السكان (نسمة)                                         | 11.05 مليون                                      | 6.20 مليون                      |
| الكثافة السكانية (ن./كم²)                                 | 10.05                                            | 31.01                           |
| العاصمة                                                   | سوكري، لاباز                                     | بيشكك                           |
| اللغة الرسمية                                             | اللغة الإسبانية، اللغة الأيمرية، كتشوا، غوارانية | اللغة الروسية، اللغة القيرغيزية |
| العملة                                                    | بوليفاريو بوليفي                                 | سوم قيرغيزستاني                 |
| الناتج المحلي الإجمالي (بليون دولار)                      | 37.51 مليار                                      | 7.56 مليار                      |
| الناتج المحلي الإجمالي (تعادل القوة الشرائية) بليون دولار | 74.58 مليار                                      | 20.45 مليار                     |
| الناتج المحلي الإجمالي الاسمي للفرد دولار أمريكي          | 3.08 ألف                                         | 1.10 ألف                        |
| الناتج المحلي الإجمالي للفرد دولار أمريكي                 | 6.63 ألف                                         |                                 |
| مؤشر التنمية البشرية                                      | 0.662                                            | 0.655                           |
| رمز المكالمات الدولي                                      | +591                                             | +996                            |
| رمز الإنترنت                                              | .bo                                              | .kg                             |
| المنطقة الزمنية                                           | 00                                               | ت ع م+06:00                     |

## منظمات دولية مشتركة
يشترك البلدان في عضوية مجموعة من المنظمات الدولية، منها:
| علم المنظمة | اسم المنظمة                        | تاريخ انضمام بوليفيا | تاريخ انضمام قيرغيزستان |
| ----------- | ---------------------------------- | -------------------- | ----------------------- |
|             | مؤسسة التنمية الدولية              | 21 يونيو 1961        | 24 سبتمبر 1992          |
|             | يونسكو                             | 13 نوفمبر 1946       | 2 يونيو 1992            |
|             | مؤسسة التمويل الدولية              | 20 يوليو 1956        | 11 فبراير 1993          |
|             | منظمة حظر الأسلحة الكيميائية       | ?                    | ?                       |
|             | الأمم المتحدة                      | 14 نوفمبر 1945       | 2 مارس 1992             |
|             | الاتحاد الدولي للاتصالات           | 1 يونيو 1907         | 20 يناير 1994           |
|             | منظمة الشرطة الجنائية الدولية      | ?                    | ?                       |
|             | البنك الدولي للإنشاء والتعمير      | 27 ديسمبر 1945       | 18 سبتمبر 1992          |
|             | الاتحاد البريدي العالمي            | ?                    | ?                       |
|             | وكالة ضمان الاستثمار متعدد الأطراف | 3 أكتوبر 1991        | 21 سبتمبر 1993          |
|             | منظمة التجارة العالمية             | 12 سبتمبر 1995       | ?                       |

## وصلات خارجية
- موقع وزارة الخارجية البوليفية